# الخطط الحربية في الولايات المتحدة (1945-1950)

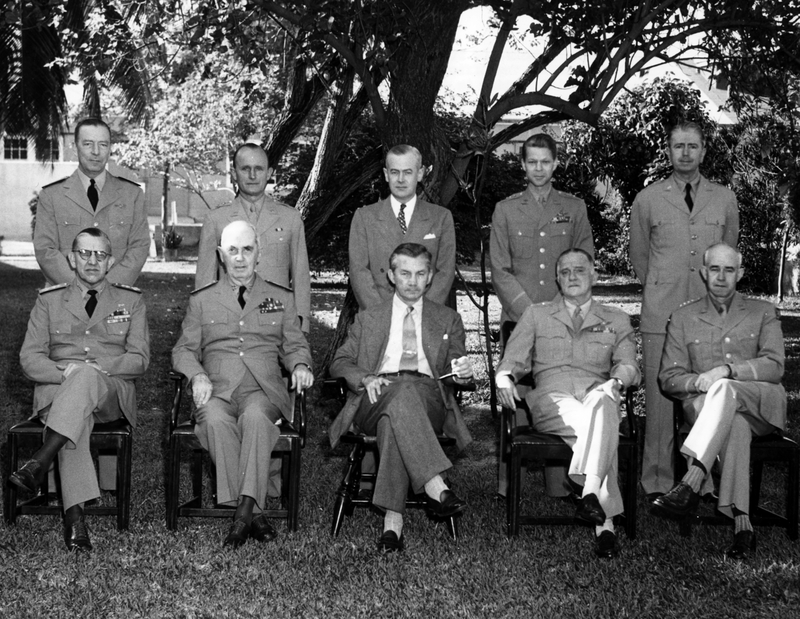
رؤساء الأركان المشتركة في عام 1948. في الصف الأمامي من اليسار لليمين: رئيس العمليات البحرية الأمريكية الأدميرال لويس دنفيلد، ورئيس هيئة الأركان المشتركة الأدميرال ويليام ليهي، ووزير الدفاع جيمس فورستال، ورئيس أركان القوات الجوية الجنرال كارل سباتز، ورئيس أركان جيش الجنرال عمر برادلي.

صيغت خطط الولايات المتحدة الحربية بشأن نزاعها مع الاتحاد السوفيتي وعُدّلت بانتظام بين عامي 1945 و1950. على الرغم من الاستغناء عن معظمها باعتبارها غير قابلة للتطبيق، كانت ستُستخدم كتدبير في حال حدوث نزاع. لم يعُد من المرجح في أي وقت أن تقوم حرب بين الاتحاد السوفيتي والولايات المتحدة، ولكن قد يحدث ذلك نتيجة سوء تقدير. أجرت وكالات تابعة لهيئة الأركان المشتركة عمليات التخطيط، بالتعاون مع مخططين من المملكة المتحدة وكندا.
قيمت الاستخبارات الأمريكية قدرة الاتحاد السوفيتي على تعبئة ما يصل إلى 245 شعبة، يمكن نشر 120 منها في أوروبا الغربية و85 في البلقان والشرق الأوسط و40 في الشرق الأقصى. افترضت جميع خطط الحرب أن الصراع سيندلع بهجوم سوفيتي واسع النطاق. اعتُبر الدفاع عن أوروبا الغربية أمرًا غير عملي، ودعت خطط بينتشر وبرويلر وهافمون إلى الانسحاب إلى جبال البرانس، وشن هجوم جوي استراتيجي من قواعد في المملكة المتحدة أو أوكيناوا أو مناطق القاهرة والسويس أو كراتشي، مع شن العمليات البرية من الشرق الأوسط وتوجيهها إلى جنوب روسيا. تغيرت الأولويات بحلول عام 1949، ودعت خطة أوفتاكل إلى محاولة احتجاز القوات السوفيتية على نهر الراين، متبوعة بتراجع إلى البرانس، إذا لزم الأمر، أو شن غزو على غرار عملية أوفرلورد على السوفييت من شمال أفريقيا أو المملكة المتحدة.
يُعتبر الهجوم الجوي الاستراتيجي الوسيلة الوحيدة للرد الهجومي على المدى القصير، على الرغم من الشكوك التي تدور حول جدواه وفعاليته. دعت خطة الحملة الجوية، التي ازداد مداها باطراد، إلى توفير ما يصل إلى 292 قنبلة ذرية و246,900 طن قصير (224,000 طن) من القنابل التقليدية. تشير التقديرات إلى احتمالية تدمير 85% من الأهداف الصناعية كليًا. تشمل هذه الصناعات الطاقة الكهربائية وبناء السفن وإنتاج النفط وتكريره، وغيرها من الصناعات الأساسية لمكافحة الحرب. تكهنت التقديرات كذلك بوقوع 6.7 مليون ضحية، منهم 2.7 مليون قتيل. اختلفت القوات الجوية الأمريكية وبحرية الولايات المتحدة بشأن المشاركة البحرية في عمليات القصف الاستراتيجي، وما إذا كان ذلك استخدام مجدي للموارد. لم يرد مفهوم الردع النووي في الخطط.

## معلومات أساسية
في عام 1944، إبان ذروة الحرب العالمية الثانية، تنبأت هيئة الأركان المشتركة أن تسفر الحرب عن تحول الولايات المتحدة والاتحاد السوفيتي إلى القوى العالمية الرائدة. تضاءلت مكانة بريطانيا إلى حد كبير على الرغم من اعتبارها قوة هامة. في 5 فبراير، أصدرت هيئة الأركان المشتركة تقييمًا للنوايا السوفيتية لما بعد الحرب. كان من المتوقع أن يسرح الاتحاد السوفيتي معظم قواته لتيسير إعادة بناء اقتصاده المُدمر جراء الحرب، ولم يكن من المتوقع أن يتعافى قبل عام 1952. إلى ذلك الحين، سيسعى الاتحاد السوفيتي إلى تجنب الصراع، ولكنه سيحاول السيطرة على الدول الحدودية لضمان أمنه. ستكون قدرات الاتحاد السوفيتي هائلة حتى بعد عمليات التسريح. تقدر تقارير الاستخبارات الأمريكية أنها ستحتفظ بأكثر من 4,000,000 جندي مسلح، بالإضافة إلى 113 شعبة، وستتاح 84 شعبة أخرى من دول الكتلة الشرقية.
خلال الحرب العالمية الثانية، حشدت الولايات المتحدة أكبر عدد من القوات المسلحة في التاريخ الأمريكي. بلغ قوام جيش الولايات المتحدة، الذي ضم آنذاك القوات الجوية لجيش الولايات المتحدة، 8.3 مليون فردًا، نُشر 3 ملايين منهم في مسرح العمليات الأوروبي، وبلغ قوام قوات البحرية ومشاة البحرية الأمريكية 3.8 مليون فرد. بحلول مطلع عام 1945، دعت الخطط إلى إعادة نشر 21 شعبة (نحو مليون فرد) من أوروبا إلى المحيط الهادئ عن طريق الولايات المتحدة لغزو اليابان. كان من المقرر أن يبقى نحو 400 ألف جندي في أوروبا في مهام الاحتلال العسكري، وأن يسرح الجيش مليوني فرد من الخدمة الفعلية بموجب نظام نقاط يُمنح الجنود ضمنه نقاط تستند إلى مدة الخدمة ومدة الخدمة في الخارج والأطفال والأوسمة. كان لأولئك الذين حصلوا على أعلى الدرجات أولوية التسريح من الجيش. بحلول وقت استسلام اليابان في أغسطس 1945، سُرّح نحو 581 ألف فرد من الجيش. في ظل ضغوط عامة وسياسية هائلة، جرت عمليات تسريح القوات المسلحة للولايات المتحدة بعد الحرب العالمية الثانية بسرعة أكبر بكثير مما كان مقررًا. بحلول 30 يونيو 1946، انخفض عدد أفراد الجيش إلى 1,434,000 والبحرية إلى 983,000 وسلاح البحرية إلى 155,000، وبحلول 30 يونيو 1947، بلغ قوام الجيش 990 ألف فرد والبحرية 477 ألف فرد وسلاح البحرية 82 ألف فرد، ولم يبقَ في أوروبا سوى شعبة واحدة. في الوقت ذاته، واصلت اقتصادات الدول الأوروبية تعافيها من الحرب، وكانت قدرتها على الاحتفاظ بالقوات مقيدة.
وُضعت سلسلة من الخطط الحربية على مدى السنوات القليلة التالية للتصدي لأي صراع محتمل مع الاتحاد السوفيتي. تشاور المخططون العاملون في هيئة الأركان المشتركة مع فانيفار بوش، رئيس اللجنة المشتركة المعنية بالأسلحة والمعدات الجديدة، والجنرال ليزلي غروفز، مدير مشروع مانهاتن، بشأن إمكانات الأسلحة الجديدة التي كانت قيد التطوير آنذاك، ولا سيما الأسلحة النووية والصواريخ بعيدة المدى. أعرب بوش عن شكوكه حول إمكانية بناء صاروخ مماثل لصاروخ فاو- 2 الألماني في الحرب العالمية الثانية، ولكن بمدى يمتد إلى 2,000 ميلًا بحريًا (3,700 كم). حتى وإن كان إنشاء الصاروخ ممكنًا، فإنه سيتطلب وجود قواعد حليفة في الخارج ليتمكن من الوصول إلى الاتحاد السوفيتي. كان غروفز أكثر تفاؤلًا، وفي حين أنه وافق على أن القذائف بعيدة المدى لم تكن ممكنة من الناحية التكنولوجية في عام 1945، ظنّ أنها ستكون كذلك خلال السنوات العشر إلى العشرين القادمة. فيما يتعلق بالقنابل الذرية، أوصى ببناء مخزون ولكنه حذر من أن تدمير القدرة الصناعية لدولة ما لن يؤثر على نتيجة الحرب.

## بينتشر (1946)
في 2 مارس 1946، عممت لجنة الخطط الحربية المشتركة ورقة مناقشة لخطة مجملة للحرب تحمل اسم بينتشر. تكهن المخطط، المُعدّل في أبريل ويونيو، أن بوسع الاتحاد السوفيتي نشر 270 شعبة في أوروبا و42 في الشرق الأوسط و49 في الشرق الأقصى بعد ستين يوم من حشد الجنود. كان الشرق الأوسط نقطة التحول الأكثر ترجيحًا لاندلاع العمليات الحربية، حيث قد تتعارض الطموحات السوفيتية مع طموحات بريطانيا. ستتخذ الولايات المتحدة موقفًا محايدًا في مثل هذا الصراع، ولكنها قد تنضم إليه في نهاية المطاف، كما حدث في عامي 1917 و1941. امتلك الاتحاد السوفيتي الموارد لاجتياح أوروبا شرق نهر الراين بسرعة. مثّل نهر الراين حاجزًا رئيسيًا، ولكنه كان من المتوقع أن لا يبقى مُحتجزًا لفترة طويلة، ما سيرغم القوات الأمريكية والبريطانية على الانسحاب إلى جبال البرانس. أعرب المخططون عن اعتقادهم بإمكانية احتجاز شبه الجزيرة الإيطالية والإيبيرية والدنماركية والإسكندنافية ضد أعداد هائلة، ولكنهم توقعوا أن تركز القوات البريطانية والفرنسية على الدفاع عن أوطانها، وعدم رغبتها في تحويل الموارد اللازمة للإبقاء على إسكندنافيا، إلا أنها قد تساهم في محاولة الإبقاء على إسبانيا وإيطاليا. من المرجح أن يكون الزحف السوفيتي إلى أوروبا الغربية مصحوبًا بزحف واحد إلى الشرق الأوسط. في حال شن السوفييت هجومًا في الشرق الأقصى، ستتراجع القوات الأمريكية إلى اليابان.